# Бейт-Иехошуа
Бейт-Иехошуа (ивр. בֵּית יְהוֹשֻׁעַ‎) — мошав овдим в Центральном округе Израиля, основанный в 1938 году членами еврейского поселенческого движения «Акива». Административно относится к региональному совету Хоф-ха-Шарон. Рядом с мошавом расположена одноимённая станция железной дороги.

## География
Бейт-Иехошуа расположен в Центральном округе Израиля к востоку от города Нетания. Восточней мошава Бейт-Иехошуа располагается местный совет Эвен-Йехуда, севернее — мошав Кфар-Нетер. Административно мошав Бейт-Иехошуа принадлежит к региональному совету Хоф-ха-Шарон.
Вдоль южной границы мошава проходит региональное шоссе 553, соединяющее две национальные трассы — шоссе 4 (развязка Дрор) на востоке и шоссе 2 (развязка Полег) на западе. Рядом с мошавом располагается станция Израильских железных дорог «Бейт-Иехошуа», обслуживающая поезда линии Биньямина — Реховот — Ашкелон и пригородной линии Нетания — Тель-Авив — Ришон-ле-Цион.

## История

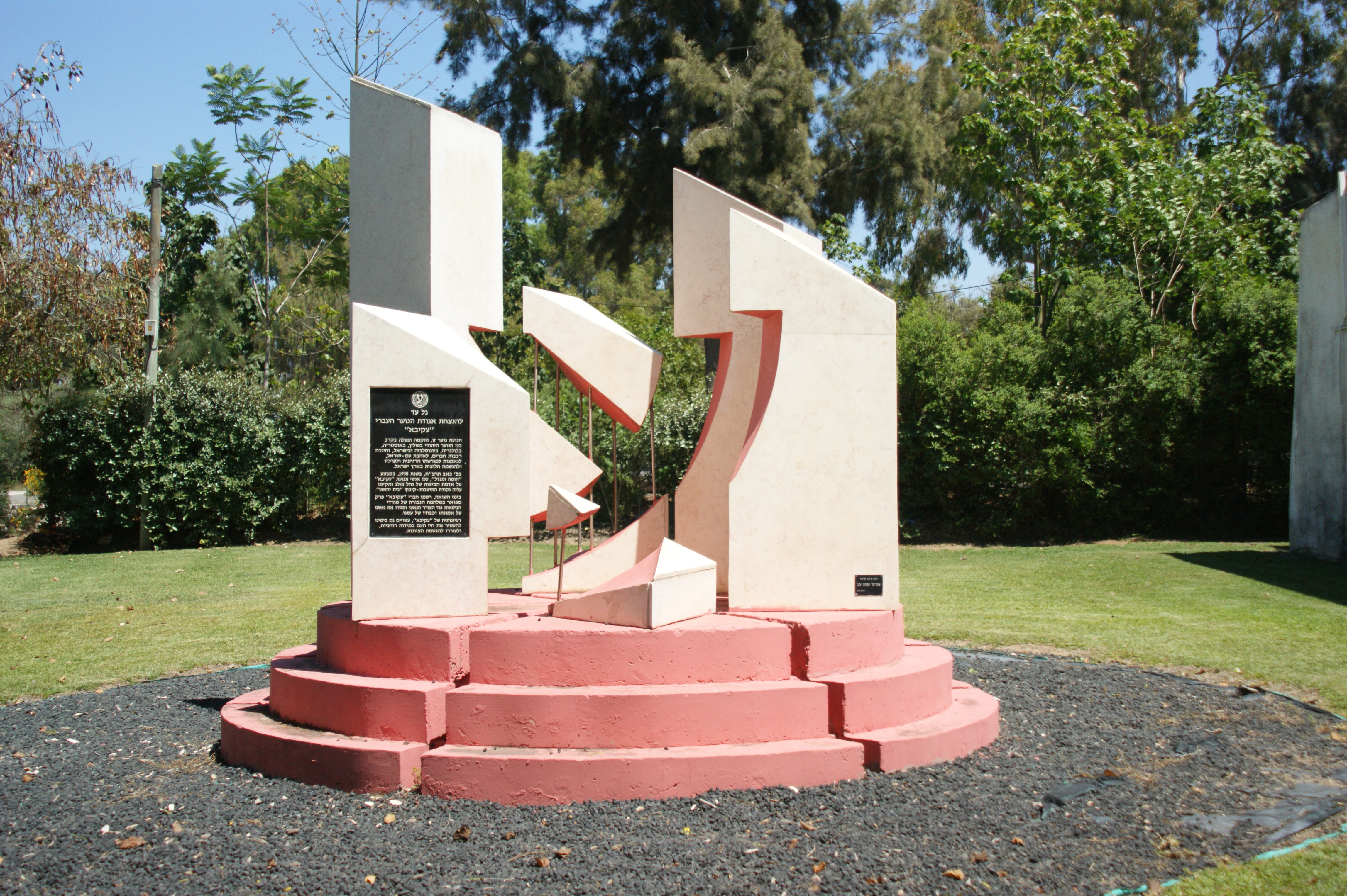
Памятник движению «Акива»

Кибуц Бейт-Иехошуа был основан членами еврейского поселенческого движения «Акива», выходцами из Кракова (Польша). Поселение было основано с применением тактики «Стена и башня» 17 августа 1938 года и получило своё название в честь раввина Иехошуа Тхона, одного из лидеров «Общих сионистов» в Западной Галиции. Эта организация предоставила финансовую помощь в создании нового поселения при условии, что оно получит имя Тхона.
В 1947 году кибуц Бейт-Иехошуа был преобразован в мошав (с 1950 года — мошав овдим). В 1953 году рядом с Бейт-Иехошуа была открыта одноимённая железнодорожная станция. В 1963 году на станции «Бейт-Иехошуа» произошло лобовое столкновение двух пассажирских поездов. Несмотря на отсутствие погибших, в столкновении пострадали 60 пассажиров и было потеряно 15 % подвижного состава Израильских железных дорог общей стоимостью 1,5 миллиона израильских фунтов. После публикации отчёта общественной комиссии по расследованию аварии, возложившего часть ответственности на руководство Израильских железных дорог, их директор Менахем Савидор подал в отставку.

## Население и администрация
По данным Центрального статистического бюро Израиля, население на начало 2020 года составляло 1 046 человек.

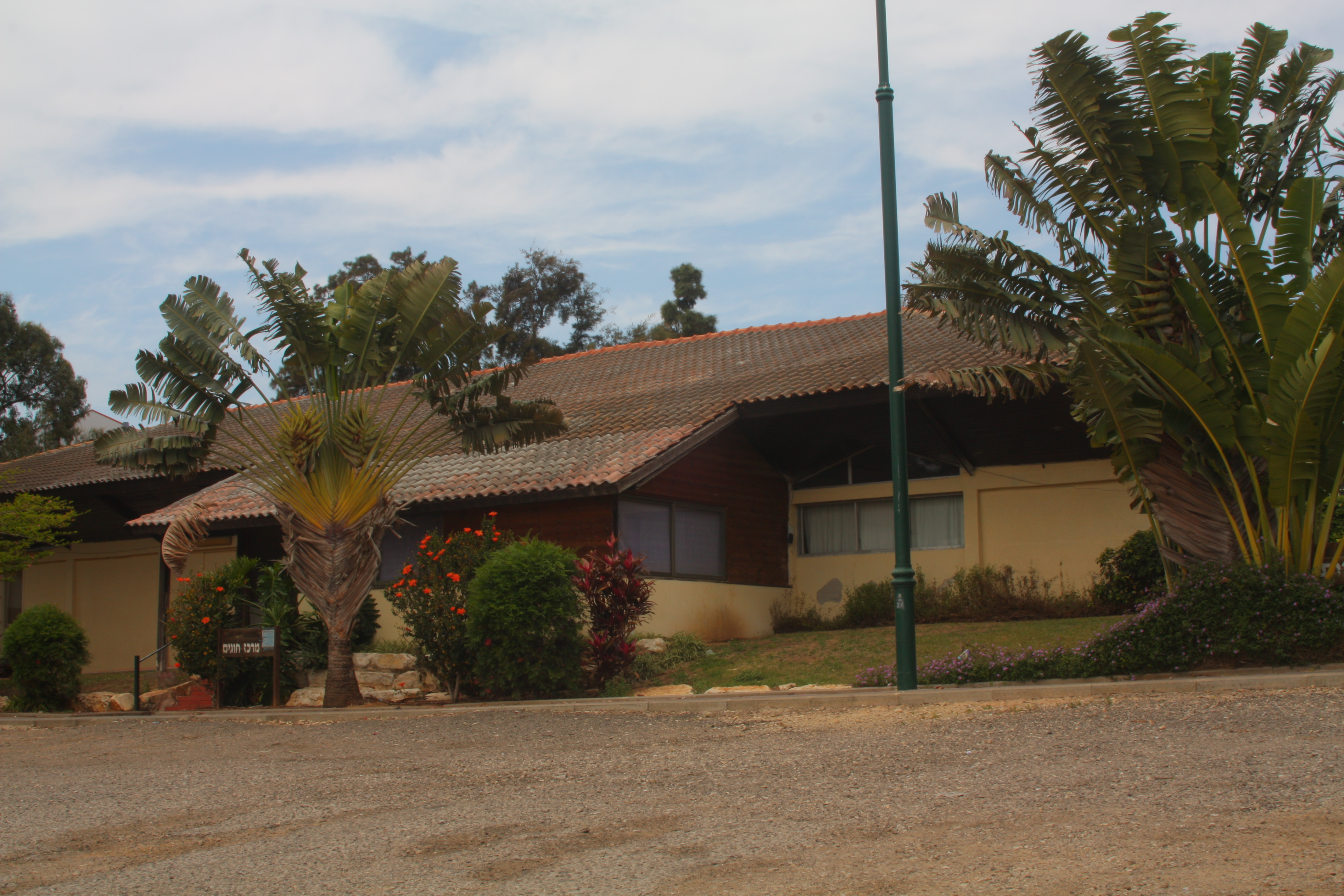
Здание секретариата мошава

По данным переписи населения 2008 года (когда численность населения Бейт-Иехошуа была несколько меньше), почти все жители мошава были евреями, 13 % из них — репатрианты из других стран, в основном прибывшие в страну до 1960 года. 34,5 % составляли дети в возрасте до 17 лет, 4,8 % — люди пенсионного возраста (65 лет и старше), медианный возраст составлял 29 лет. В среднем на домохозяйство приходилось 3,1 человека; лишь 7 % домохозяйств состояли из одного человека, 35 % — из четырёх и более.
Совет мошава, состоящий из пяти человек, избирается раз в пять лет в рамках муниципальных выборов. Члены совета выполняют свои обязанности на добровольческой основе, не получая за это зарплату. Плановые заседания совета проходят раз в две недели.

## Экономика
В 2008 году 100 % трудоспособного населения Бейт-Иехошуа были трудоустроены (из них 23 % как частные предприниматели — среди мужчин доля людей, занятых частным бизнесом, составляла 42 %). Около 25 % работников представляли свободные и технические профессии, 20 % были заняты в академических сферах, 18 % — в сферах торговли и услуг. Среди составляющих хозяйства мошава — плантации цитрусовых, цветов, производство мёда. Рядом с Бейт-Иехошуа располагается небольшая зона экологически чистой промышленности.
В 86 % домохозяйств имелся как минимум один автомобиль, в 47 % — два и более; в среднем на домохозяйство приходилось 2,4 сотовых телефона. Количество комнат в 85 % домохозяйств превышало 3, средняя плотность — 0,8 человека на комнату.

## Образование
В 2008 году 74 % взрослого населения мошава (64 % среди мужчин и 84 % среди женщин) имели образование выше оконченного среднего, в том числе 48 % — как минимум первую академическую степень.
В Бейт-Иехошуа действует региональная начальная школа им. Вейцмана. В школе, основанной в 1953 году, около 300 учеников в классах с 1-го по 6-й (по два класса каждого уровня) из Бейт-Иехошуа и соседних населённых пунктов Удим, Кфар-Нетер, Тель-Ицхак и Шфаим. Педагогический и административный персонал школы насчитывает около 40 человек. В мошаве работают также несколько частных детских садов и яслей.